# Kylie Palmer
Pour les articles homonymes, voir Palmer.
Kylie Jayne Palmer, OAM, (née le 25 février 1990 à Brisbane en Australie) est une nageuse australienne spécialiste des épreuves de nage libre. Elle compte à son palmarès un titre olympique en relais et deux titres mondiaux en individuel.

## Biographie
Kylie Palmer obtient ses premières récompenses mondiales en 2008. Lors des championnats du monde en petit bassin disputés en avril, elle gagne le 200 mètres nage libre et le 400 mètres nage libre. Elle remporte également la médaille d'argent du 800 mètres nage libre et la médaille d'argent du relais 4 × 200 mètres nage libre.
En août, elle participe aux Jeux de Pékin, ses premiers Jeux olympiques. Sixième du 800 mètres nage libre, elle remporte le titre olympique en relais 4 × 200 mètres nage libre, record du monde à la clé.
En 2010, elle remporte en août la médaille d'argent du relais 4 × 200 mètres nage libre des championnats pan-pacifiques. En octobre elle remporte trois médailles dont deux en or lors des Jeux du Commonwealth. En décembre, lors des championnats du monde en petit bassin, elle gagne l'argent sur 400 mètres nage libre et le relais 4 × 200 mètres nage libre ainsi que le bronze sur 200 mètres nage libre.

## Palmarès

### Jeux olympiques
| Épreuve / Édition         | Pékin 2008            | Londres 2012   |
| 200 mètres nage libre     |                       | 8e             |
| 400 mètres nage libre     |                       | 11e des séries |
| 800 mètres nage libre     | 6e 8 min 26 s 39      | 18e des séries |
| 4 × 200 mètres nage libre | Or 7 min 44 s 31 – RM | Argent         |

### Championnats du monde
| Épreuve / Édition              |                           |                              |                               |                          |                      |
| Manchester 2008 (petit bassin) | Dubaï 2010 (petit bassin) | Shanghai 2011 (grand bassin) | Barcelone 2013 (grand bassin) | Doha 2014 (petit bassin) |                      |
| 200 mètres nage libre          | Or 1 min 54 s 41          | Bronze 1 min 52 s 96         | Argent 1 min 56 s 04          |                          |                      |
| 400 mètres nage libre          | Or 3 min 59 s 23          | Argent 3 min 58 s 39         | 4e 4 min 4 s 62               |                          |                      |
| 800 mètres nage libre          | Argent 8 min 12 s 32      | -                            |                               |                          |                      |
| 4 × 200 mètres nage libre      | Bronze 7 min 39 s 01      | Argent 7 min 37 s 57         | Argent 7 min 47 s 42          | Argent 7 min 47 s 08     | Bronze 7 min 38 s 57 |

### Championnats pan-pacifiques
- Championnats pan-pacifiques 2010 à Irvine (États-Unis) :
  -  Médaille d'argent du relais 4 × 200 m nage libre.

### Jeux du Commonwealth
- Jeux du Commonwealth de 2010 à New Delhi (Inde) :
  -  Médaille d'or du 200 m nage libre.
  -  Médaille d'or du relais 4 × 200 m nage libre.
  -  Médaille d'argent du 400 m nage libre.

## Records

### Records personnels
Ces tableaux détaillent les records personnels de Kylie Palmer.
| Épreuve          | Temps         | Compétition             | Lieu                | Date       |
| 200 m nage libre | 1 min 55 s 73 | Meeting                 | Sydney, Australie   | 4/04/2001  |
| 400 m nage libre | 4 min 03 s 40 | Meeting                 | Adelaide, Australie | 16/03/2012 |
| 800 m nage libre | 8 min 22 s 81 | Jeux olympiques de 2008 | Pékin, Chine        | 14/08/2008 |

| Épreuve          | Temps         | Compétition                                            | Lieu                       | Date       |
| 200 m nage libre | 1 min 52 s 96 | Championnats du monde de natation en petit bassin 2010 | Dubaï, Émirats arabes unis | 19/12/2010 |
| 400 m nage libre | 3 min 58 s 39 | Championnats du monde de natation en petit bassin 2010 | Dubaï, Émirats arabes unis | 17/12/2010 |
| 800 m nage libre | 8 min 12 s 32 | Championnats du monde de natation en petit bassin 2008 | Manchester, Royaume-Uni    | 10/04/2008 |